# Eftersøgningen og andre noveller
Eftersøgningen og andre noveller er en novellesamling, skrevet af Peter Seeberg. Samlingen, der udkom første gang i 1962, indeholder 17 noveller og beskriver mennesker i eksistentielle situationer.
Mange af novellernes karakterer bærer absurde og uforklarlige navne – Djap, News, Graves, Trutti, Half, Gringo og Wave – hvorimod andre af personernes navne har en betydning. Manden i "Bulen" hedder Locke (lås), hvis oversættelse passer fint på historien.
Samlingen rummer disse noveller: 
1. Spionen, 2. Fælden, 3. Patienten, 4. Bulen, 5. Hullet, 6. Kapitulation, 7. Braget, 8. Nød, 9. Tegneserie, 10. Hvile, 11. Helten, 12. Hjulet, 13. Fjenderne, 14. Forsinkelse, 15. Eftersøgningen, 16. Hawk, 17. Stilladset
| Bog | Spire Denne artikel om bøger og tidsskrifter er en spire som bør udbygges. Du er velkommen til at hjælpe Wikipedia ved at udvide den. |